# NTC Senec
Het NTC Senec (Slowaaks: Národné tréningové centrum Senec) is een voetbaltrainingscomplex en voetbalstadion in Senec, Slowakije. Het is eigendom van de Slowaakse voetbalbond en wordt ook gebruikt door ŠK Senec tijdens thuiswedstrijden. Het complex opende in 2003 en heeft een capaciteit van 3.264 toeschouwers.

## Interlands
Het stadion wordt ook gebruikt voor wedstrijden op het Europees kampioenschap voetbal mannen onder 19 van 2022.
| 1                              | 23 mei 2014 | Slowakije – Montenegro | 2 – 0 | Vriendschappelijk | 2.587 |
| Bijgewerkt op 17 augustus 2021 |             |                        |       |                   |       |